# Joachim Mazurek
Joachim Mazurek OFM (ur. 5 listopada 1933 w Roszkowi) – polski kapłan, franciszkanin, prowincjał.
O. Joachim Mazurek należał do górnośląskiej Prowincji Wniebowzięcia NMP Zakonu Braci Mniejszych – Franciszkanów, której był prowincjałem w latach 1983–1989.

## Życiorys
O. Mazurek urodził się w rodzinie Macieja i Weroniki z d. Koniecznej. Do zakonu franciszkańskiego wstąpił w 1951, przyjmując habit zakonny 27 października. Śluby wieczyste złożył 5 stycznia 1956, święcenia kapłańskie, po ukończonych wcześniej studiach filozoficzno-teologicznych, przyjął 14 sierpnia 1957.
Trzykrotnie był definitorem prowincji: lata 1968–1977. Dwa razy był wybierany na urząd wikariusza prowincji: lata 1973–1974 oraz 1980–1983. W latach 60. XX wieku pracował duszpastersko wśród studentów we Franciszkańskim Ośrodku Duszpasterstwa Akademickiego przy Klasztorze Franciszkanów w Panewnikach. Był pierwszym rektorem Wyższego Seminarium Duchownego Braci Mniejszych w Katowicach.
W latach 1983–1989 o. Joachim Mazurek był prowincjałem swej macierzystej prowincji zakonnej, rezydując w konwencie w Katowicach.
W 1991 przeszedł do nowej Prowincji św. Franciszka z siedzibą w Poznaniu.